# Drochtersen
Drochtersen är en kommun och ort i Landkreis Stade i förbundslandet Niedersachsen i Tyskland.